# ۱۲ آوریل
۱۲ آوریل در تقویم گرگوری، صد و دومین (در سال‌های کبیسه صد و سومین) روز سال است. ۲۶۳ روز تا پایان سال باقی است.

## رویدادها
- ۱۲۴۱ - مغولها کراکو را در لهستان تصرف کردند.
- ۱۴۰۱ - شهر دمشق به تصرف ارتش امیر تیمور درآمد و غارت شد.
- ۱۵۹۸ - فرمان نانت مبنی بر آزادی مذهب در فرانسه امضاء شد.
- ۱۹۰۶ - فرضیه نسبیت انشتین انتشار یافت.
- ۱۹۱۱ - نخستین پرواز بدون توقف بین لندن و پاریس برقرار شد. پیر پریه خلبان هواپیمای مذکور در این پرواز در طول سه ساعت و پنجاه شش دقیقه مسافت این دو شهر را با هواپیما طی کرد.
- ۱۹۴۶ - سوریه استقلال خود را از فرانسه اعلام داشت.
- ۱۹۶۱ - نخستین پرواز فضایی انسان توسط یوری گاگارین انجام شد.
- ۱۹۶۲ - نیروهای چینی ویتنام را مورد حمله خود قرار دادند.
- ۱۹۷۳ - سودان صاحب قانون اساسی شد.
- ۱۹۸۱ - پرتاب اولین شاتل فضایی آمریکا کلمبیا برای انجام مأموریت فضایی اس‌تی‌اس-۱

## زادروزها
- ۱۸۸۴ - اتو فریتز میروف روانشناس آلمانی.
- ۱۹۰۳ - یان تینبرگن اقتصاددان آلمانی.
- ۱۹۱۲ - ژرژ فرانژو کارگردان فرانسوی.

## درگذشت‌ها
- ۹۸۵ - تمیم بن معز فاطمی، امیر و شاعر عربی. [۱]
- ۱۹۴۵ - فرانکلین روزولت، سی و دومین رئیس‌جمهور ایالات متحده آمریکا

## مناسبت‌ها
- روز جهانی فضانوردی[۲]
- شب یوری
- روز ملی ساندویچ پنیر گریل شده در ایالات متحده[۳]